# Sams Corner
Sams Corner és una concentració de població designada pel cens dels Estats Units a l'estat d'Oklahoma. Segons el cens del 2000 tenia 126 habitants.

## Demografia
Segons el cens del 2000, Sams Corner tenia 126 habitants, 53 habitatges, i 39 famílies. La densitat de població era de 50,7 habitants per km².
Dels 53 habitatges en un 39,6% hi vivien nens de menys de 18 anys, en un 58,5% hi vivien parelles casades, en un 9,4% dones solteres, i en un 26,4% no eren unitats familiars. En el 24,5% dels habitatges hi vivien persones soles l'11,3% de les quals corresponia a persones de 65 anys o més que vivien soles. El nombre mitjà de persones vivint en cada habitatge era de 2,38 i el nombre mitjà de persones que vivien en cada família era de 2,85.
Per edats la població es repartia de la següent manera: un 25,4% tenia menys de 18 anys, un 6,3% entre 18 i 24, un 29,4% entre 25 i 44, un 23,8% de 45 a 60 i un 15,1% 65 anys o més.
L'edat mediana era de 40 anys. Per cada 100 dones de 18 o més anys hi havia 100 homes.
La renda mediana per habitatge era de 35.000 $ i la renda mediana per família de 53.309 $. Els homes tenien una renda mediana de 34.412 $ mentre que les dones 20.368 $. La renda per capita de la població era de 15.980 $. Entorn del 20,5% de les famílies i el 18,9% de la població estaven per davall del llindar de pobresa.

## Poblacions més properes
El següent diagrama mostra les poblacions més properes.